# Gacé
Gacé est une commune française, située dans le département de l'Orne en région Normandie.

## Géographie

### Localisation
Gacé se trouve sur l'axe Rouen - Le Mans. La Touques arrose la commune.

### Communes limitrophes
Les communes limitrophes sont Cisai-Saint-Aubin, Coulmer, Croisilles, Résenlieu et Saint-Evroult-de-Montfort.

### Hydrographie
La commune est située dans le bassin Seine-Normandie. Elle est drainée par la Touques, le canal 01 de la commune de Gace, le cours d'eau 01 de la Pierre Blanche et le fossé 01 de la commune de Gace,.
La Touques, d'une longueur de 108 km, prend sa source dans la commune de Champ-Haut et se jette  dans la baie de Seine en limite de Trouville-sur-Mer et de Deauville, après avoir traversé 42 communes.

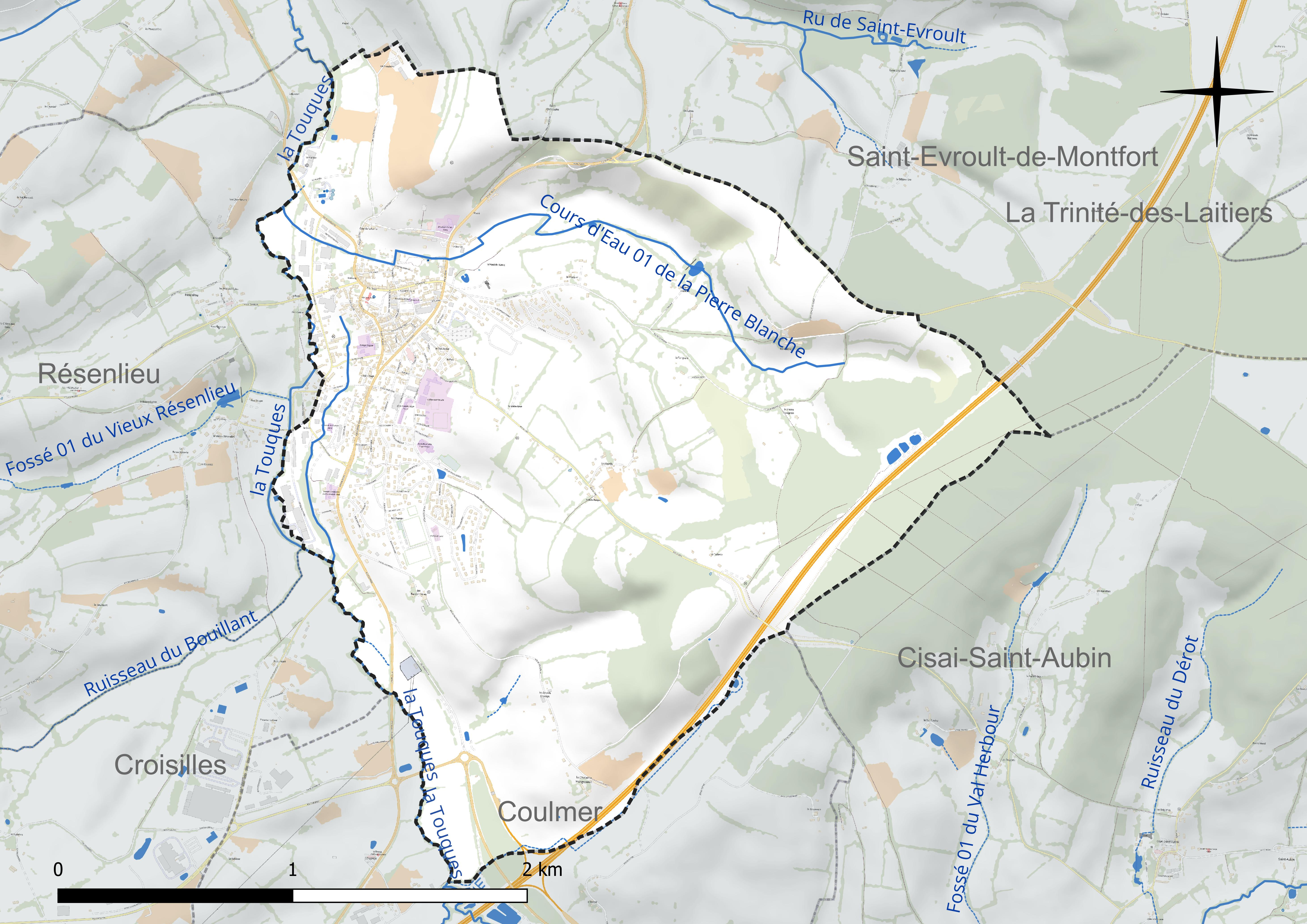
Réseau hydrographique de Gacé.

### Climat
Pour des articles plus généraux, voir Climat de la Normandie et Climat de l'Orne.
En 2010, le climat de la commune est de type climat océanique dégradé des plaines du Centre et du Nord, selon une étude du CNRS s'appuyant sur une série de données couvrant la période 1971-2000. En 2020, Météo-France publie une typologie des climats de la France métropolitaine dans laquelle la commune est dans une zone de transition entre le climat océanique et le climat océanique altéré et est dans la région climatique Normandie (Cotentin, Orne), caractérisée par une pluviométrie relativement élevée (850 mm/a) et un été frais (15,5 °C) et venté. Parallèlement le GIEC normand, un groupe régional d’experts sur le climat, différencie quant à lui, dans une étude de 2020, trois grands types de climats pour la région Normandie, nuancés à une échelle plus fine par les facteurs géographiques locaux. La commune est, selon ce zonage, exposée à un « climat contrasté des collines », correspondant au Pays d'Ouche et au Perche et bénéficiant d’un caractère continental affirmé avec des précipitations atténuées et des amplitudes thermiques fortes.
Pour la période 1971-2000, la température annuelle moyenne est de 10 °C, avec une amplitude thermique annuelle de 14,1 °C. Le cumul annuel moyen de précipitations est de 854 mm, avec 13 jours de précipitations en janvier et 8,4 jours en juillet. Pour la période 1991-2020, la température moyenne annuelle observée sur la station météorologique la plus proche, située sur la commune du Merlerault à 10 km à vol d'oiseau, est de 0,0 °C et le cumul annuel moyen de précipitations est de 0,0 mm,. Pour l'avenir, les paramètres climatiques de la commune estimés pour 2050 selon différents scénarios d’émission de gaz à effet de serre sont consultables sur un site dédié publié par Météo-France en novembre 2022.

## Urbanisme

### Typologie
Au 1er janvier 2024, Gacé est catégorisée bourg rural, selon la nouvelle grille communale de densité à sept niveaux définie par l'Insee en 2022. Elle est située hors unité urbaine et hors attraction des villes,.

### Occupation des sols

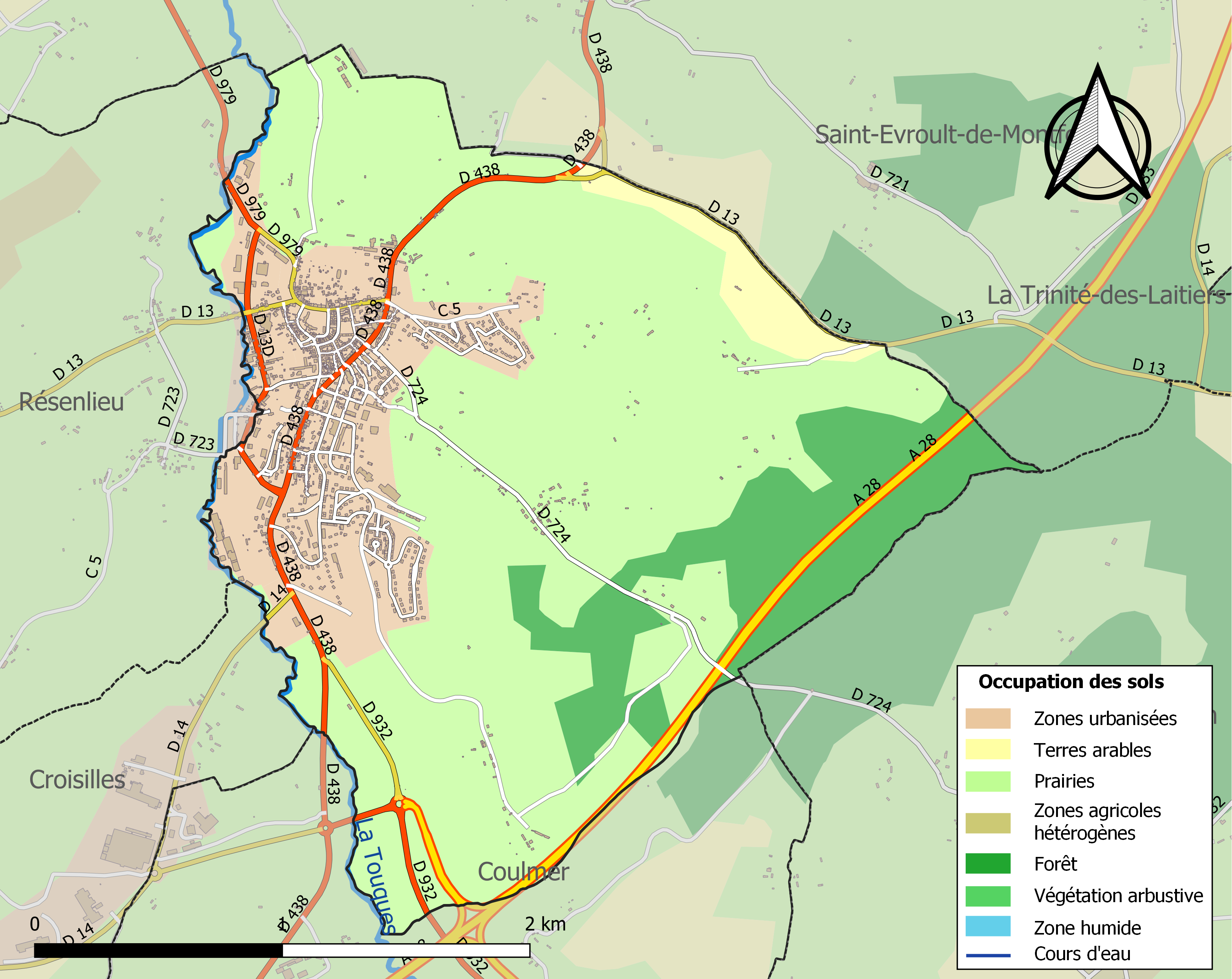
Carte des infrastructures et de l'occupation des sols de la commune en 2018 (CLC).

L'occupation des sols de la commune, telle qu'elle ressort de la base de données européenne d’occupation biophysique des sols Corine Land Cover (CLC), est marquée par l'importance des territoires agricoles (65,6 % en 2018), une proportion sensiblement équivalente à celle de 1990 (66,3 %). La répartition détaillée en 2018 est la suivante : prairies (62,8 %), zones urbanisées (14,7 %), forêts (14,4 %), zones industrielles ou commerciales et réseaux de communication (5,2 %), terres arables (2,8 %). L'évolution de l’occupation des sols de la commune et de ses infrastructures peut être observée sur les différentes représentations cartographiques du territoire : la carte de Cassini (XVIIIe siècle), la carte d'état-major (1820-1866) et les cartes ou photos aériennes de l'IGN pour la période actuelle (1950 à aujourd'hui).

### Habitat et logement
En 2020, le nombre total de logements dans la commune était de 1 073, alors qu'il était de 1 120 en 2015 et de 1 141 en 2010.
Parmi ces logements, 82,5 % étaient des résidences principales, 2,4 % des résidences secondaires et 15,1 % des logements vacants. Ces logements étaient pour 72,4 % d'entre eux des maisons individuelles et pour 27,4 % des appartements.
Le tableau ci-dessous présente la typologie des logements à Gacé en 2020 en comparaison avec celle de l'Orne et de la France entière. Une caractéristique marquante du parc de logements est ainsi une proportion de résidences secondaires et logements occasionnels (2,4 %) inférieure à celle du département (10,6 %) et à celle de la France entière (9,7 %). Concernant le statut d'occupation de ces logements, 49,1 % des habitants de la commune sont propriétaires de leur logement (45,6 % en 2015), contre 64,3 % pour l'Orne et 57,5 pour la France entière.
| Typologie                                               | Gacé | Orne | France entière |
| ------------------------------------------------------- | ---- | ---- | -------------- |
| Résidences principales (en %)                           | 82,5 | 78,4 | 82,1           |
| Résidences secondaires et logements occasionnels (en %) | 2,4  | 10,6 | 9,7            |
| Logements vacants (en %)                                | 15,1 | 11,1 | 8,2            |

## Toponymie
Le nom de la commune est attesté sous les formes de Gaci vers 1055 et Waci en 1066.
Les toponymistes considèrent la finale -é comme une évolution phonétique du suffixe gallo-roman *(I)-ACU, issu du gaulois -acon (celtique commun *-āko-), localisant à l'origine, puis marquant la propriété. La forme -é est caractéristique de l'ouest (Sud de la Normandie, Maine, Haute-Bretagne, Anjou, etc.), ailleurs au nord ouest et au nord, cette finale est notée -y, -ay (-ai dans l'Orne par correctisme officiel) ou -ey.
Par contre, l'analyse du premier élément Gac- ne fait pas l'unanimité.
- Albert Dauzat et Charles Rostaing[16] l'expliquent par le nom de personne gallo-romain Vassius. Ils le relient aux toponymes du type Vassy, Vassé et Vaïssac
- Ernest Nègre propose, quant à lui, le nom de personne germanique Wacco[17], cité par Marie-Thérèse Morlet[18]
- René Lepelley reprend la proposition d'A. Dauzat et C. Rostaing, avec le nom de personne Wassius, donné sans astérisque[19].

À noter que :
1. Le nom de personne gallo-roman Vassius serait issu du gaulois vassos « serviteur, soumis » (cf. vasseur, vassal, valet. cf. breton gwaz « homme, mari »).
2. Le passage de [v] à [g] (par l'intermédiaire de [w]) suppose une influence germanique qui se serait exercée sur la consonne initiale de l'anthroponyme [v] devenu [w] puis [g(w)]. On la note, entre autres, dans certains noms communs, par exemple : WADU → gué (peut-être latin vadum, assimilé au vieux bas francique *wad) ; WESPA → guêpe (latin vespa, assimilé au vieux bas francique *wespa), etc.
3. Il existe effectivement un nom de personne germanique Wasso cf. Vassonville (Seine-Maritime), Boisgasson (Eure-et-Loir) et le nom du poète Wace (autrement Gace, etc.), nom de famille normand Vasse. Dans la partie septentrionale de la Normandie, le [w] est passé à [v] vers le XIIe siècle, sans aboutir à [g] comme dans la partie méridionale (cf. Ligne Joret).
4. Vassy (Calvados, Vadceium en 1107 (DRS), Vaceium en 1187, Vaacey 1303) est mentionnée sous la forme Waacie vers 1066. Cependant, ses autres formes anciennes n'impliquent pas véritablement un apparentement avec Gacé[20]. De même, Wassy (Haute-Marne, Finis Vuaseacinsis, 662, Vuasciacus, 1066-80, Waseium, 1171, Waissi) peut difficilement contenir le même anthroponyme.

## Histoire

### Protohistoire
Le site est l'antique Waccium du pays des Ésuviens.

### Antiquité
- Voie romaine Rouen - Le Mans.

### Moyen Âge
Au XIe siècle, la place fut dotée d'un château fort. En 1417, lors de la guerre de Cent Ans, les Anglais prennent le site, s'y installent et fortifient la ville. Celle-ci revient à la France en 1449 sur l'intervention du sire d'Orval.
- Hugues le Grand y a séjourné.
- Vers 1041, Raoul de Gacé, connétable de Normandie, est seigneur de Gacé.
- En 1119, les paysans de Gacé sont épargnés par Richard de Laigle.
- Au milieu du XIIIe siècle, les du Merle deviennent seigneurs de Gacé par mariage de Guillaume V du Merle[22] avec Marie de Nollent de Tancarville, dame de Gacé, jusqu'au mariage vers 1380 d'Agnès du Merle, dame de Gacé, de la Ferté-Fresnel et du Merlerault avec Jean de La Champagne, seigneur d’Avrilly. À la suite du mariage de Jeanne de La Champagne, fille de Jean, avec Nicolas (ou Nicol), Gacé échoit à la famille Paynel.

Au début du XVe siècle, Foulque IV Paynel, baron de Hambye et de Bricquebec, seigneur de Chanteloup, de Moyon, de Créances, d'Apilly (Saint-Senier-sous-Avranches), du Merlerault et de Gacé, est un puissant seigneur de Normandie, chevalier banneret qui regroupe sous ses armes, quatre bacheliers et de dix à quatorze écuyers. Son frère Nicole Paynel lui succède. En 1414, la fille de ce dernier, Jeanne Paisnel (1402-1437), dame de Gacé, Hambye, Bricquebec, Chanteloup, Moyon, fille unique et héritière de son père, épouse Louis d'Estouteville,, faisant passer Gacé dans cette famille.

### Révolution française et Empire
Le château est pris pour quelques semaines par les chouans augerons en janvier 1800. Ils avaient notamment pour repère le château du Ménil-Hubert.

### Époque contemporaine
- Affaire criminelle Albert Leclercq en 1924[27].
- Destruction du centre de Gacé en juin 1940, qui est la première ville sinistrée de l'Orne.
- Voie ferrée Sainte-Gauburge (Orne) au Mesnil-Mauger (Calvados) (désaffectée).

## Politique et administration

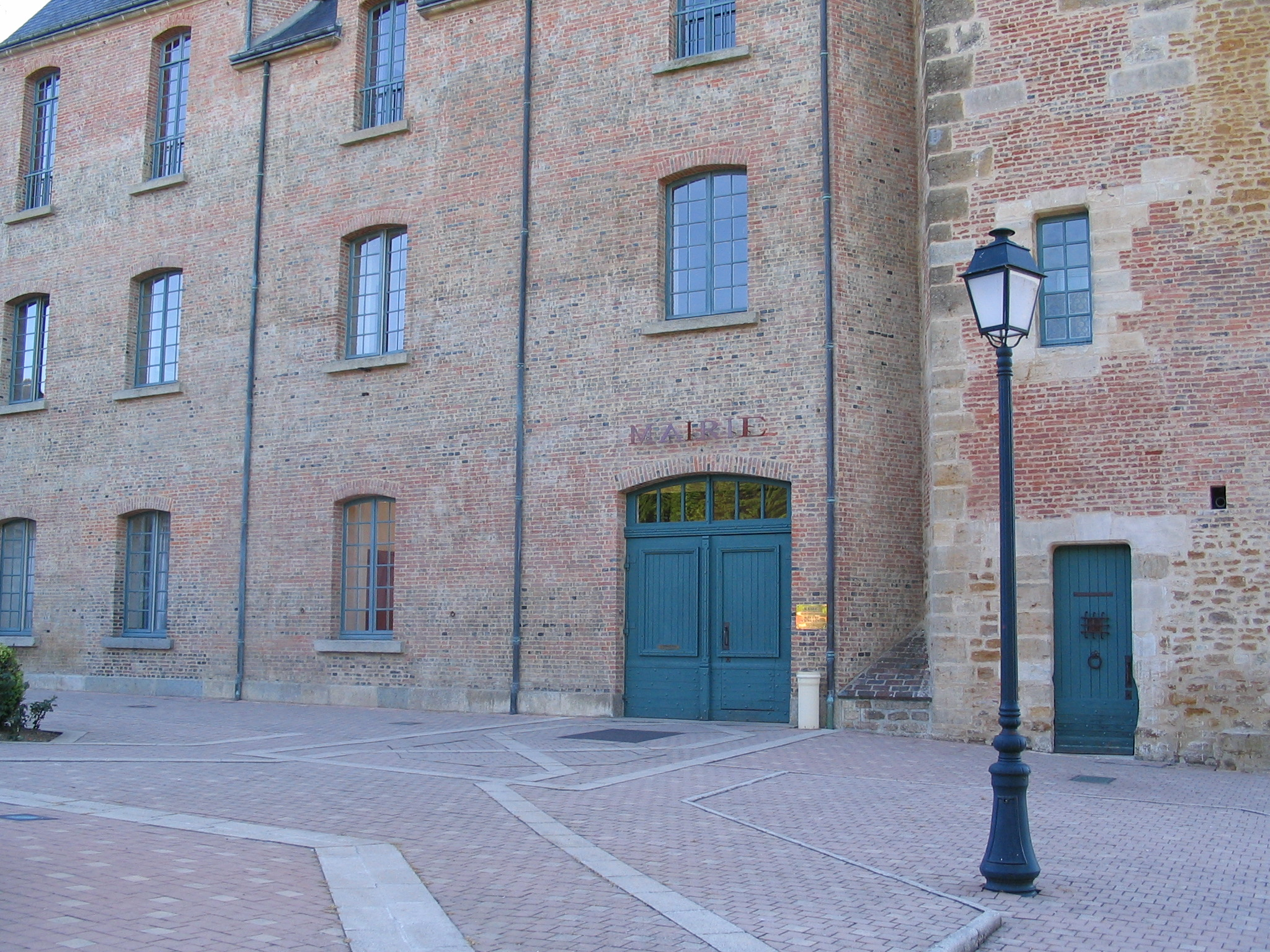
La mairie, située dans des locaux du château.

### Rattachements administratifs et électoraux

#### Rattachements administratifs
La commune se trouve dans l'arrondissement d'Argentan du département de l'Orne.
Elle était depuis 1793 le chef-lieu du canton de Gacé. Dans le cadre du redécoupage cantonal de 2014 en France, cette circonscription administrative territoriale a disparu, et le canton n'est plus qu'une circonscription électorale.

#### Rattachements électoraux
Pour les élections départementales, la commune fait partie depuis 2014 du canton de Vimoutiers
Pour l'élection des députés, elle fait partie de la deuxième circonscription de l'Orne

### Intercommunalité
Gacé était le siège de la petite communauté de communes de la Région de Gacé, un établissement public de coopération intercommunale (EPCI) à fiscalité propre créé fin 1995 et auquel la commune avait transféré un certain nombre de ses compétences, dans les conditions déterminées par le code général des collectivités territoriales.
Dans le cadre des dispositions de la loi portant nouvelle organisation territoriale de la République du 7 août 2015, qui prévoit que les établissements publics de coopération intercommunale (EPCI) à fiscalité propre doivent avoir un minimum de 15 000 habitants, cette intercommunalité a fusionné avec ses voisines pour former, le 1er janvier 2017, la communauté de communes des Vallées d'Auge et du Merlerault, dont est désormais membre la commune.

### Administration municipale
Compte tenu de la population de la commune, son  conseil municipal est composé de dix-neuf membres dont le maire et ses adjoints.

### Liste des maires
| Période                                  | Période   | Identité                           | Étiquette | Qualité |
| ---------------------------------------- | --------- | ---------------------------------- | --------- | --- |
| Les données manquantes sont à compléter. |           |                                    |           | |
|                                          |           |                                    |           | |
| 1848                                     | 1855      | Marie Jacques Pierre Mathias Azire |           | Propriétaire Conseiller général de Gacé (1855 → 1864) |
|                                          |           |                                    |           | |
| 1888                                     | 1896      | Céleste Lapierre-Duperron          | Droite    | Docteur en médecine Conseiller général de Gacé (1887 → 1895)                                                                                                   |
|                                          |           |                                    |           | |
|                                          | mars 1971 | M. Foubert                         |           | |
| mars 1971                                | mars 1983 | Émile Lelandais                    | DVG       | |
| mars 1983                                | mars 2008 | Albert Debotté                     | DVD       | Secrétaire de mairie et enseignant, puis gestionnaire de collège Conseiller général de Gacé (1988 → 2008) Vice-président du conseil général de l'Orne[Quand ?] |
| mars 2008                                | mai 2020  | François Dreux                     |           | Professeur de technologie retraité |
| mai 2020                                 | En cours  | Jean Grimbert                      |           | Agriculteur retraité Vice-président de la CC des Vallées d'Auge et du Merlerault (2020 → )                                                                     |

### Jumelages
Gacé est jumelée avec : 
- Kinross (Écosse) depuis 1975.

## Démographie
L'évolution du nombre d'habitants est connue à travers les recensements de la population effectués dans la commune depuis 1793. Pour les communes de moins de 10 000 habitants, une enquête de recensement portant sur toute la population est réalisée tous les cinq ans, les populations de référence des années intermédiaires étant quant à elles estimées par interpolation ou extrapolation. Pour la commune, le premier recensement exhaustif entrant dans le cadre du nouveau dispositif a été réalisé en 2004.

En 2022, la commune comptait 1 771 habitants, en évolution de −6,1 % par rapport à 2016 (Orne : −3,21 %, France hors Mayotte : +2,11 %).
| 1793  | 1800  | 1806  | 1821  | 1836  | 1841  | 1846  | 1851  | 1856  |
| ----- | ----- | ----- | ----- | ----- | ----- | ----- | ----- | ----- |
| 1 046 | 1 186 | 1 246 | 1 296 | 1 501 | 1 588 | 1 643 | 1 941 | 2 024 |

| 1861  | 1866  | 1872  | 1876  | 1881  | 1886  | 1891  | 1896  | 1901  |
| ----- | ----- | ----- | ----- | ----- | ----- | ----- | ----- | ----- |
| 1 848 | 1 700 | 1 649 | 1 654 | 1 693 | 1 704 | 1 744 | 1 726 | 1 740 |

| 1906  | 1911  | 1921  | 1926  | 1931  | 1936  | 1946  | 1954  | 1962  |
| ----- | ----- | ----- | ----- | ----- | ----- | ----- | ----- | ----- |
| 1 651 | 1 743 | 1 725 | 1 701 | 1 566 | 1 666 | 1 849 | 1 950 | 1 978 |

| 1968  | 1975  | 1982  | 1990  | 1999  | 2004  | 2006  | 2009  | 2014  |
| ----- | ----- | ----- | ----- | ----- | ----- | ----- | ----- | ----- |
| 2 170 | 2 397 | 2 192 | 2 247 | 2 041 | 2 140 | 2 130 | 2 065 | 1 901 |

| 2019  | 2022  | - | - | - | - | - | - | - |
| ----- | ----- | - | - | - | - | - | - | - |
| 1 811 | 1 771 | - | - | - | - | - | - | - |

## Économie
- Distillerie, cidrerie, laiterie industrielle[39]

## Culture locale et patrimoine

### Lieux et monuments

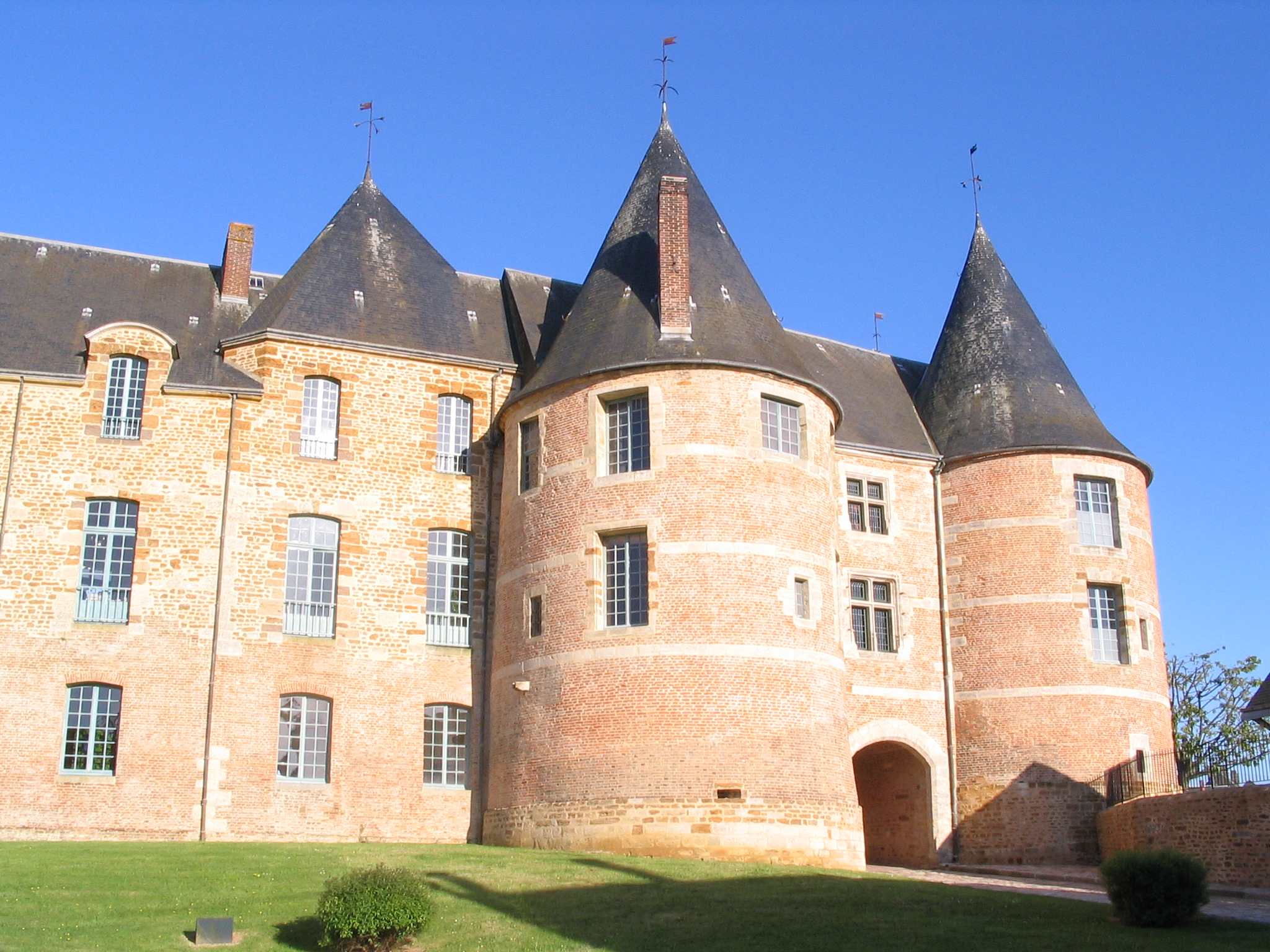
Le château (musée et mairie).

- Église Saint-Pierre, de style néogothique, construite vers 1880 sur les plans de l'architecte Ruprich-Robert, élève de Viollet-le-Duc.
- Château des XIe, XIVe – XVe siècles, remanié au XVIIe siècle[40], en pierre et brique rouge, partiellement inscrit au titre des monuments historiques par arrêté du 6 mai 1968[41],[42],[43],[44], occupé par la mairie et le musée de La Dame aux camélias[45],[46].
- Monument aux morts[47] : conflits commémorés : 1914-1918 - 1939-1945 - AFN-Algérie (1954-1962).

### Personnalités liées à la commune
- Louis Charles Grégoire Maignet (Gacé, 1768 - 1848), général d'Empire[48], officier de la Légion d'honneur (1815).
- Charles Auguste de Goyon de Matignon (1647-1739), comte de Gacé, maréchal de France.
- Pierre Joseph Antoine Beauperrey (1745-1794), né à Gacé (La Chapelle-Montgenouil), député aux États généraux de 1789 puis à l'Assemblée constituante.
- Le peintre Edgar Degas et la comtesse de Ségur marquèrent aussi la ville par leur passage.
- Marie Duplessis, née Alphonsine Plessis, qui inspira à Alexandre Dumas fils son roman La Dame aux camélias, y travailla chez un marchand de parapluies[49].

### Héraldique
| Blason de Gacé | Blason  | De gueules à deux tours d'argent closes et maçonnées de sable, rangées en fasce. |
| Blason de Gacé | Détails | Le statut officiel du blason reste à déterminer.                                 |

## Pour approfondir